# Rodolphe Töpffer
Rodolphe Töpffer (31 januari 1799 - 8 juni 1846) was een Zwitserse leraar, auteur, schilder, cartoonist, en karikatuur-artiest. Hij wordt ook beschouwd als de eerste moderne striptekenaar. In het Nederlands taalgebied is hij vooral bekend als geestelijk vader van Mijnheer Prikkebeen.

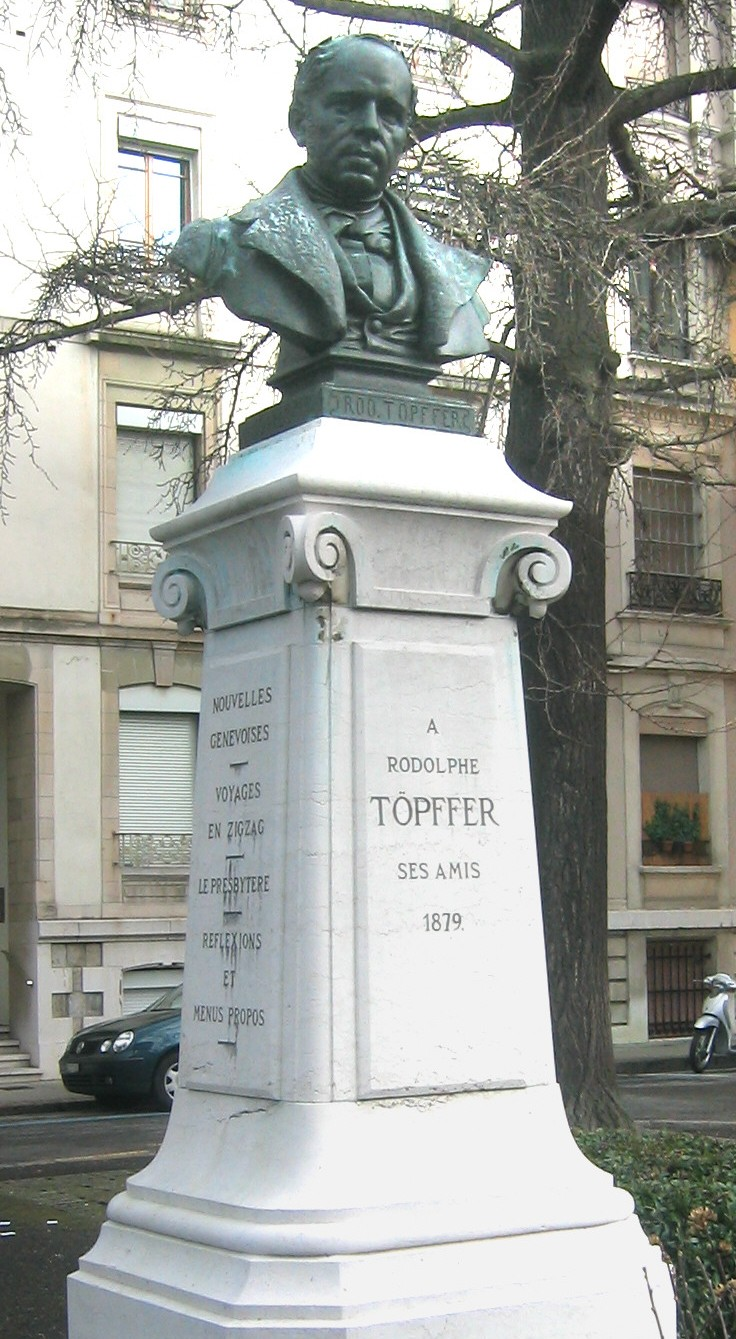
Genève, Töpffer Monument

## Biografie
Hij werd geboren in Genève als zoon van een professionele schilder, Adam-Wolfgang Töpffer (20 mei 1766 - 10 augustus 1847).
Töpffer kreeg zijn opleiding in Parijs, Frankrijk van 1819 tot 1820. Daarna keerde hij terug naar Genève waar hij werk vond als leraar. In 1823 was hij in staat om zijn eigen kostschool voor jongens te runnen. In 1832 werd hij benoemd tot professor in de letterkunde aan de Universiteit van Genève
Hij was weliswaar redelijk succesvol in zijn beroep, maar zou beroemd worden door zijn activiteiten in zijn vrije tijd. Hij werd een auteur van korte verhalen en af en toe amuseerde hij zijn studenten door karikaturen te tekenen.

## Publicaties
- Histoire de M. Jabot - geschreven in 1831, voor het eerst gepubliceerd in 1833.
- Monsieur Crépin - voor het eerst gepubliceerd in 1837.
- Histoire de M. Vieux Bois - geschreven in 1827, voor het eerst gepubliceerd in 1837.
- Monsieur Pencil - geschreven 1831, voor het eerst gepubliceerd in 1840.
- Histoire d'Albert - voor het eerst gepubliceerd in 1845.
- Histoire de Monsieur Cryptogame - voor het eerst gepubliceerd in 1845. In 1858 in het Nederlands uitgegeven als Reizen en avonturen van mijnheer Prikkebeen.
- Le Docteur Festus- geschreven in 1831, voor het eerst gepubliceerd in 1846.

Deze zeven worden als satirische visies van de 19e-eeuwse maatschappij beschouwd en ze waren populair in die tijd. Töpffer publiceerde Essais d'autographie in 1842. Op 14 september 1842 werd de "Histoire de M. Vieux Bois" in de Verenigde Staten uitgebracht onder de titel "The adventures of Mr. Obadiah Oldbuck" (De avonturen van Mr. Obadiah Oldbuck). Het werd gepubliceerd in een stripboekvorm. Dit wordt beschouwd als de eerste Amerikaanse strip en, volgens verschillende artikelen van Robert Beerbohm in Comic Art Magazine en in Overstreet Comic Book Price Guide, als een bron van inspiratie voor een volledig Amerikaans 19e-eeuws genre van beeldromans.
Töpffer wordt beschouwd als de vader, of in ieder geval als een wegbereider van de moderne stripboekkunst. Hij wordt ook beschouwd als een voorbeeld voor stripauteurs zoals Wilhelm Busch (1832-1908), de geestelijke vader van Max und Moritz.
Töpffer was ook een van de eersten die een striptheorie ontwikkelde, over het samengaan tussen beeld en tekst: "De beelden, zonder de tekst, zouden enkel een obscure betekenis hebben; de tekst, zonder de illustraties, zouden helemaal niets betekenen".